# Cailee Spaeny
Cailee Spaeny (Knoxville, 24 luglio 1998) è un'attrice statunitense.
Nel 2023 per la sua interpretazione di Priscilla Presley nella pellicola Priscilla, si è aggiudicata la Coppa Volpi per la migliore interpretazione femminile all'80ª Mostra internazionale d'arte cinematografica di Venezia e ha ottenuto una candidatura al Golden Globe come migliore attrice in un film drammatico.

## Biografia
Cailee Spaeny nasce il 24 luglio 1998, a Knoxville, in Tennessee, ma cresce a Springfield, nel Missouri. Passa gran parte della sua adolescenza al Springfield Little Theater, dove recita in molti spettacoli. Nella stagione 2013-2014 è protagonista del musical Disney The Little Mermaid Jr., nel ruolo di Ariel. Nella stagione 2014-2015, ottiene il ruolo, alternandosi con Rachel Haik, di Dorothy Gale, in una rappresentazione teatrale di The Wonderful Wizard of Oz al Landers Theatre di Springfield, al fianco di Andy Willadsen (Lo Spaventapasseri), Matt Scott (L'Uomo di Latta) e Clayton Avery (Il Leone Codardo). Nel 2016 pubblica il suo primo singolo, Fallin, per la Future Town Music. Ottiene il riconoscimento per i suoi ruoli nei film Pacific Rim - La rivolta (2018), Una giusta causa (2018), 7 sconosciuti a El Royale (2018), Vice - L'uomo nell'ombra (2018), Il rito delle streghe (2020) e How It Ends (2021).
Nel 2023 riceve il plauso della critica per la sua interpretazione di Priscilla Presley nella pellicola Priscilla diretta da Sofia Coppola. Owen Gleiberman della rivista Variety ha scritto: "Spaeny rende Priscilla una figura di forza, ma la forza della sua interpretazione è il modo in cui mette in scena la malinconia al rallentatore di Priscilla". Grazie a questo ruolo si aggiudica la Coppa Volpi per la migliore interpretazione femminile all'80ª Mostra internazionale d'arte cinematografica di Venezia, e ottiene una candidatura ai Golden Globe come migliore attrice in un film drammatico. Nello stesso anno interpreta la protagonista Rain Carradine del film horror fantascientifico Alien: Romulus, diretto da Fede Álvarez, uscito nell'agosto 2024.

## Filmografia

### Attrice

#### Cinema
- Counting to 1000, regia di Josh Pfaff - cortometraggio (2016)
- Pacific Rim - La rivolta (Pacific Rim: Uprising), regia di Steven S. DeKnight (2018)
- 7 sconosciuti a El Royale (Bad Times at the El Royale), regia di Drew Goddard (2018)
- Una giusta causa (On the Basis of Sex), regia di Mimi Leder (2018)
- Vice - L'uomo nell'ombra (Vice), regia di Adam McKay (2018)
- Il rito delle streghe (The Craft: Legacy), regia di Zoe Lister-Jones (2020)
- How It Ends, regia di Daryl Wein e Zoe Lister-Jones (2021)
- Unlimited World, regia di Peter Falls - cortometraggio (2022)
- Priscilla, regia di Sofia Coppola (2023) - Priscilla Presley
- Civil War, regia di Alex Garland (2024)
- Alien: Romulus, regia di Fede Álvarez (2024)
- Wake Up Dead Man: Knives Out (Wake Up Dead Man: A Knives Out Mystery), regia di Rian Johnson (2025)

#### Televisione
- Devs, regia di Alex Garland - miniserie TV, 8 puntate (2020)
- Omicidio a Easttown (Mare of Easttown), regia di Craig Zobel - miniserie TV, 5 puntate (2021)
- The First Lady - serie TV, 7 episodi (2022)

#### Videoclip
- The All-American Rejects Send Her To Heaven, regia di Parker Croft (2019)

### Doppiatrice

#### Videogiochi
- Dead by Daylight, regia di Ashley Pannell e Dave Richard (2016)

## Teatro parziale
- The Little Mermaid Jr. (2013-2014) - Ariel
- The Wonderful Wizard of Oz, Landers Theatre, Springfield (2014-2015) - Dorothy Gale

## Discografia

### Singoli
- 2016 - Fallin

## Riconoscimenti
- Golden Globe
  - 2024 - Candidatura per la migliore attrice in un film drammatico per Priscilla[12]
- Gotham Independent Film Awards
  - 2023 - Candidatura per la miglior interpretazione da protagonista per Priscilla[13]
- Mostra internazionale d'arte cinematografica
  - 2023 - Coppa Volpi per la migliore interpretazione femminile per Priscilla[14]
- Satellite Award
  - 2024 - Candidatura alla miglior attrice in un film commedia o musicale per Priscilla[15]

## Doppiatrici italiane
Nelle versioni in italiano delle opere in cui ha recitato, Cailee Spaeny è stata doppiata da:
- Lucrezia Marricchi in 7 sconosciuti a El Royale, Omicidio a Easttown, Priscilla, Civil War
- Ludovica Bebi in Pacific Rim - La rivolta, Il rito delle streghe, The First Lady
- Vittoria Bartolomei in Una giusta causa
- Arianna Craviotto in How It Ends
- Alice Venditti in Alien: Romulus